# Campionato europeo maschile under 19 di pallavolo 2005
Il campionato europeo pre-juniores di pallavolo maschile 2005 si è svolto dal 29 marzo al 3 aprile 2005 a Riga, in Lettonia. Al torneo hanno partecipato 12 squadre nazionali europee e la vittoria finale è andata per la prima volta alla Polonia.

## Qualificazioni
Hanno partecipato al campionato europeo pre-juniores la nazionale del paese ospitante, la prima classificata al campionato europeo pre-juniores 2003 e dieci squadre provenienti dai gironi di qualificazioni.

## Regolamento
Le squadre sono state divise in un quattro gironi, disputando un girone all'italiana: al termine della prima fase, le prime due classificate di ogni girone hanno acceduto alle semifinali per il primo posto, mentre l'ultima classificata di ogni girone ha acceduto alle semifinali per il nono posto posto; le squadre sconfitte ai quarti di finale per il primo posto hanno acceduto alle semifinali per il quinto posto.

## Gironi
| Girone A                | Girone B                | Girone C                    | Girone D                            |
| ----------------------- | ----------------------- | --------------------------- | ----------------------------------- |
| Germania Polonia Russia | Bulgaria Estonia Italia | Francia Lettonia Slovacchia | Spagna Serbia e Montenegro Slovenia |

## Fase finale

### Finali 1º - 3º posto
|  | Quarti di finale    | Quarti di finale |         |        | Semifinali                | Semifinali                |  |  | Finale | Finale |
|  |                     |                  |         |        |                           |                           |  |  |        |        |
|  |                     |                  |         |        |                           |                           |  |  |        |        |
|  |                     |                  |         |        |                           |                           |  |  |        |        |
|  | Polonia             | 3                |         |        |                           |                           |  |  |        |        |
|  | Polonia             | 3                |         |        |                           |                           |  |  |        |        |
|  | Bulgaria            | 0                |         |        |                           |                           |  |  |        |        |
|  | Bulgaria            | 0                | Polonia | 3      |                           |                           |  |  |        |        |
|  |                     |                  | Polonia | 3      |                           |                           |  |  |        |        |
|  |                     | Slovacchia       | 1       |        |                           |                           |  |  |        |        |
|  | Serbia e Montenegro | Slovacchia       | 1       | 2      |                           |                           |  |  |        |        |
|  | Serbia e Montenegro |                  |         | 2      |                           |                           |  |  |        |        |
|  | Slovacchia          | 3                |         |        |                           |                           |  |  |        |        |
|  | Slovacchia          | 3                | Polonia | 3      |                           |                           |  |  |        |        |
|  |                     |                  | Polonia | 3      |                           |                           |  |  |        |        |
|  |                     | Francia          | 2       |        |                           |                           |  |  |        |        |
|  | Italia              | Francia          | 2       | 3      |                           |                           |  |  |        |        |
|  | Italia              |                  |         | 3      |                           |                           |  |  |        |        |
|  | Russia              | 0                |         |        |                           |                           |  |  |        |        |
|  | Russia              | 0                | Italia  | 2      | Finale per il terzo posto | Finale per il terzo posto |  |  |        |        |
|  |                     |                  | Italia  | 2      | Finale per il terzo posto | Finale per il terzo posto |  |  |        |        |
|  |                     | Francia          | 3       |        |                           |                           |  |  |        |        |
|  | Francia             | Francia          | 3       | 3      | Slovacchia                | 0                         |  |  |        |        |
|  | Francia             |                  |         | 3      | Slovacchia                | 0                         |  |  |        |        |
|  | Slovenia            | 0                |         | Italia | 3                         |                           |  |  |        |        |
|  | Slovenia            | 0                |         |        | 3                         |                           |  |  |        |        |
|  |                     |                  |         |        |                           |                           |  |  |        |        |
|  |                     |                  |         |        |                           |                           |  |  |        |        |

### Finali 5º - 7º posto
|  | Semifinali          | Semifinali          | Semifinali |        |          | 5º/6º posto         | 5º/6º posto         | 5º/6º posto |  |
|  |                     |                     |            |        |          |                     |                     |             |  |
|  | Bulgaria            | Bulgaria            | 3          |        |          |                     |                     |             |  |
|  | Bulgaria            | Bulgaria            | 3          |        |          |                     |                     |             |  |
|  | Serbia e Montenegro | Serbia e Montenegro | 1          |        |          |                     |                     |             |  |
|  | Serbia e Montenegro | Serbia e Montenegro | 1          |        | Bulgaria | Bulgaria            | 0                   |             |  |
|  |                     |                     |            |        | Bulgaria | Bulgaria            | 0                   |             |  |
|  |                     |                     | Russia     | Russia | 3        |                     |                     |             |  |
|  | Russia              | Russia              | Russia     | Russia | 3        | 3                   |                     |             |  |
|  | Russia              | Russia              |            |        |          | 3                   |                     |             |  |
|  | Slovenia            | Slovenia            | 0          |        |          | 7º/8º posto         | 7º/8º posto         | 7º/8º posto |  |
|  | Slovenia            | Slovenia            | 0          |        |          |                     |                     |             |  |
|  |                     |                     |            |        |          |                     |                     |             |  |
|  |                     |                     |            |        |          | Serbia e Montenegro | Serbia e Montenegro | 1           |  |
|  |                     |                     |            |        |          | Serbia e Montenegro | Serbia e Montenegro | 1           |  |
|  |                     |                     |            |        |          | Slovenia            | Slovenia            | 3           |  |

### Finali 9º - 11º posto
|  | Semifinali | Semifinali | Semifinali |            |          | 9º/10º posto  | 9º/10º posto  | 9º/10º posto  |  |
|  |            |            |            |            |          |               |               |               |  |
|  | Germania   | Germania   | 3          |            |          |               |               |               |  |
|  | Germania   | Germania   | 3          |            |          |               |               |               |  |
|  | Estonia    | Estonia    | 1          |            |          |               |               |               |  |
|  | Estonia    | Estonia    | 1          |            | Germania | Germania      | 2             |               |  |
|  |            |            |            |            | Germania | Germania      | 2             |               |  |
|  |            |            | ' Lettonia | ' Lettonia | 3        |               |               |               |  |
|  | Lettonia   | Lettonia   | ' Lettonia | ' Lettonia | 3        | 3             |               |               |  |
|  | Lettonia   | Lettonia   |            |            |          | 3             |               |               |  |
|  | Spagna     | Spagna     | 0          |            |          | 11º/12º posto | 11º/12º posto | 11º/12º posto |  |
|  | Spagna     | Spagna     | 0          |            |          |               |               |               |  |
|  |            |            |            |            |          |               |               |               |  |
|  |            |            |            |            |          | Estonia       | Estonia       | 3             |  |
|  |            |            |            |            |          | Estonia       | Estonia       | 3             |  |
|  |            |            |            |            |          | Spagna        | Spagna        | 0             |  |

## Podio

### Campione
Formazione: 1 Waldemar Kaczmarek, 2 Grzegorz Łomacz, 3 Michał Kamiński, 4 Bartosz Kurek, 5 Arkadiusz Świechowski, 6 Mikołaj Sarnecki, 7 Bartosz Janeczek, 8 Jakub Jarosz, 9 Zbigniew Bartman, 10 Mateusz Gorzewski, 11 Michał Chaberek, 12 Adrian Stańczak, CT: Zdzisław Gogol

## Classifica finale
| Classifica | Squadre             | Qualificazione                       |
| ---------- | ------------------- | ------------------------------------ |
|            | Polonia             | Campionato europeo pre-juniores 2007 |
|            | Francia             |                                      |
|            | Italia              |                                      |
| 4          | Slovacchia          |                                      |
| 5          | Russia              |                                      |
| 6          | Bulgaria            |                                      |
| 7          | Slovenia            |                                      |
| 8          | Serbia e Montenegro |                                      |
| 9          | Lettonia            |                                      |
| 10         | Germania            |                                      |
| 11         | Estonia             |                                      |
| 12         | Spagna              |                                      |